# ミス加賀友禅
ミス加賀友禅（ミスかがゆうぜん）は、協同組合加賀染振興協会が毎年秋に開催するミス・コンテストで選出される女性である。

## 概要
加賀友禅のPRを目的としており、加賀友禅の親善大使として石川県内外のさまざまな催事等に参加活動している。所属は加賀友禅の業界組織である協同組合加賀染振興協会となっているが、そのマネージメントは一般社団法人加賀友禅文化協会が行っている。ミス加賀友禅コンテストは、2004年11月に金沢市小将町にある加賀友禅会館にて第1回目が行なわれ、第6回目は金沢城三の丸広場、第7回目から13回目までは石川県政記念しいのき迎賓館にて開催された。14回目からは北國新聞赤羽ホールにて開催された。16回目より「ミス加賀友禅オーディション」に名称変更された。2020年のオーディションはコロナウイルスの影響で中止となった。2021年以降は会場を加賀友禅会館に戻しyoutubeライブ配信にて行われた。2024年は金沢市主催のKOGEIフェスタにおいて、しいのき迎賓館石の広場にて開催された。

## 応募資格
- 公式サイトによれば、「18歳以上、35歳未満の未婚女性であって、 石川県に在住または石川県に通勤・通学しており、芸能関係、モデル事務所などの特定の団体・会社と専属契約がなく、現在他のミスコンなどに応募していない方に限る。」とされている。なお、18歳であっても高校生は不可となっている。

## 歴代ミス加賀友禅
- 初代（2004～2005）- 田中ちさと・鈴木裕子
- 2代（2005～2006）- 阿部久美子・林 静香
- 3代（2006～2007）- 宇都宮千鶴・中西真季子
- 4代（2007～2008）- 廣瀬由希・朝本じゅん
- 5代（2008～2009）- 徳田紗貴・新谷明里
- 6代（2009～2010）- 田中友華・波並佳江
- 7代（2010～2011）- 南麻奈・西村麻菜美
- 8代（2011～2012）- 北山真紀
- 9代（2012～2013）- 加茂野暁子・畠中麻梨菜
- 10代（2013～2014）- 山川千春・榊真梨
- 11代（2014～2015）- 中野未那・神尾桃子
- 12代（2015～2016）- 飴谷郁・髙村侑伽
- 13代（2016～2017）- 足田さやか・石村美侑
- 14代（2017～2018）- 沖野沙織・松田莉奈
- 15代（2018～2019）- 茶山由衣・加藤紗也佳
- 16代（2019～2021）- 井上瑠香・宮地美帆
- 17代（2021〜2022）- 勝田ケリー・大西優香
- 18代（2022～2023）- 石本美華・八木詩緒里
- 19代（2023～2024）- 徳田愛華・松木乃愛
- 20代（2024～2025）- 宮田有咲・前田彩名